# Teilhède
Teilhède é uma comuna francesa na região administrativa de Auvérnia-Ródano-Alpes, no departamento Puy-de-Dôme. Estende-se por uma área de 11,94 km². Em 2010 a comuna tinha 486 habitantes (densidade: 40,7 hab./km²).